# 李氏莹
顯慈皇后（越南语：／；1216年—1248年），名李氏莹（越南语：／），越南李朝時期李惠宗李旵的女兒，陳朝陳太宗陳煚皇后。
李氏莹初封為順天公主（越南语：／），1224年，外戚陳守度廢李惠宗立其女李佛金為皇帝。之後陳守度又將李佛金嫁給他的姪子陳煚，而李氏莹則嫁給陳煚的兄長陳柳。
1225年，陳守度脅迫李佛金讓位給陳煚，陳朝建立，陳煚即位是為陳太宗。由於李氏莹嫁到陳家，故未被殺害，而這時她已為陳柳生下靖國王陳國康。
1237年，陳守度以李佛金未生育而廢掉她，強行將李氏莹立為皇后，稱順天皇后（越南语：／）。她原來的丈夫陳柳於是起兵叛亂，不過很快就兵敗。陳柳假扮漁夫秘密去找陳太宗，表示願意投降。陳太宗赦免了他，並封之為「安生王」。
後來，李氏莹為陳太宗再生下皇太子陳晃和昭明王陳光啟二人，到1248年她去世，追封為顯慈順天皇太后（越南语：／）。